# Krylbo kyrka
Krylbo kyrka är en kyrkobyggnad i som ligger centralt i västra delen av Krylbo samhälle. Kyrkan tillhör i Folkärna församling i Västerås stift. 

## Kyrkobyggnaden
Byggnadskompexet bestående av kyrka och församlingshem har tillsammans en vinkelformad planform. Byggnaden har en stomme av trä och reveterade väggar. Exteriören är enkel och har vissa klassicerande inslag. Fasaden mot gatan har en rusticerad portal och pilastrar i vägghörnen. Mitt på kyrkans sadeltak står en spetsig takryttare. Kyrkorummet har nord-sydlig orientering med kor i söder och i norr anslutning till församlingshemmet.

### Tillkomst och ombyggnader
När järnvägen anlände under 1800-talets andra hälft blev Krylbo ett betydande samhälle. År 1920 lades en motion fram i kyrkofullmäktige om att ett församlingshem skulle byggas i Krylbo. Man såg även behovet av en kyrka och i januari 1922 fattades beslut om att uppföra en kyrkobyggnad. Ett kombinerat kapell och församlingshem uppfördes under ledning av byggmästare Vilhelm Allvin och invigdes 1923. I samband med en omfattande restaurering 1952 efter förslag av arkitekt Knut Nordenskjöld fick ytterväggarna sin nuvarande tegelröda färgsättning. Kyrkorummet har putsade innerväggar och täcks av ett flackt tunnvalv. I koret finns ett litet runt fönster som är dekorerat av Gunnar Torhamn. Även kyrkans interiör och fasta inredning förnyades vid 1952 års restaurering. 1953 fick kapellet status som kyrka. Vid en renovering 1988 avlägsnades vikväggen mellan kyrkorummet och församlingssalen.

## Inventarier
- Altartavlan är målad av Gunnar Torhamn och skildrar hur Jesus tvättar lärjungarnas fötter.
- Dopfunten av kalksten har en dopskål av driven mässing.
- Altaret av furu är smyckat av samma slags kalksten som dopfunten är byggd av.
- Nuvarande orgel som invigdes första advent 1988 är tillverkad av Walter Thür Orgelbyggen. Orgeln har 16 stämmor två manualer och pedalverk. Tidigare orgel var installerad 1954.
- Kyrkans enda kyrkklocka skänktes av prästen E Lundberg vid invigningen 1923.

## Galleri

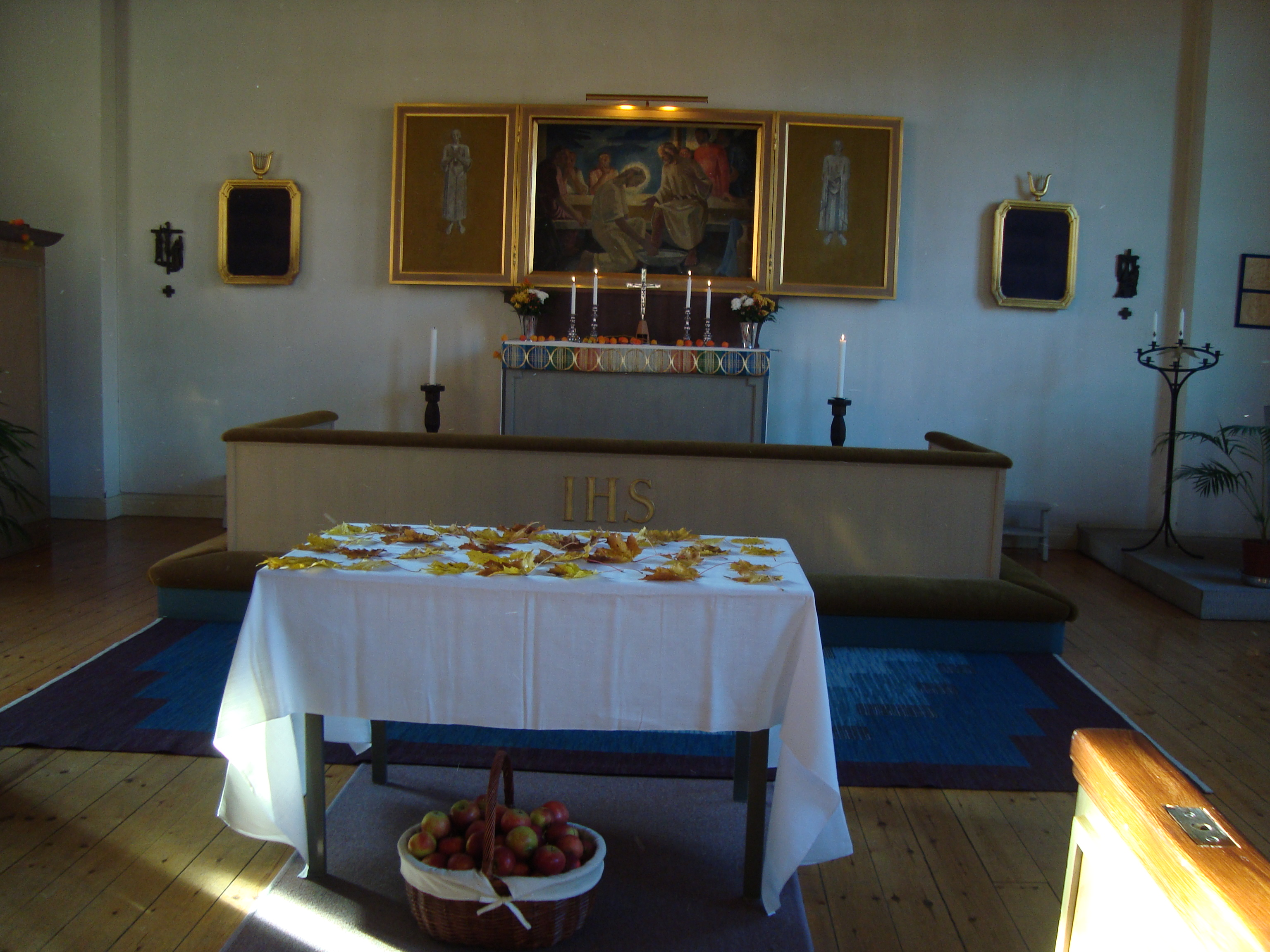
Koret vid tacksägelsedagen 2008
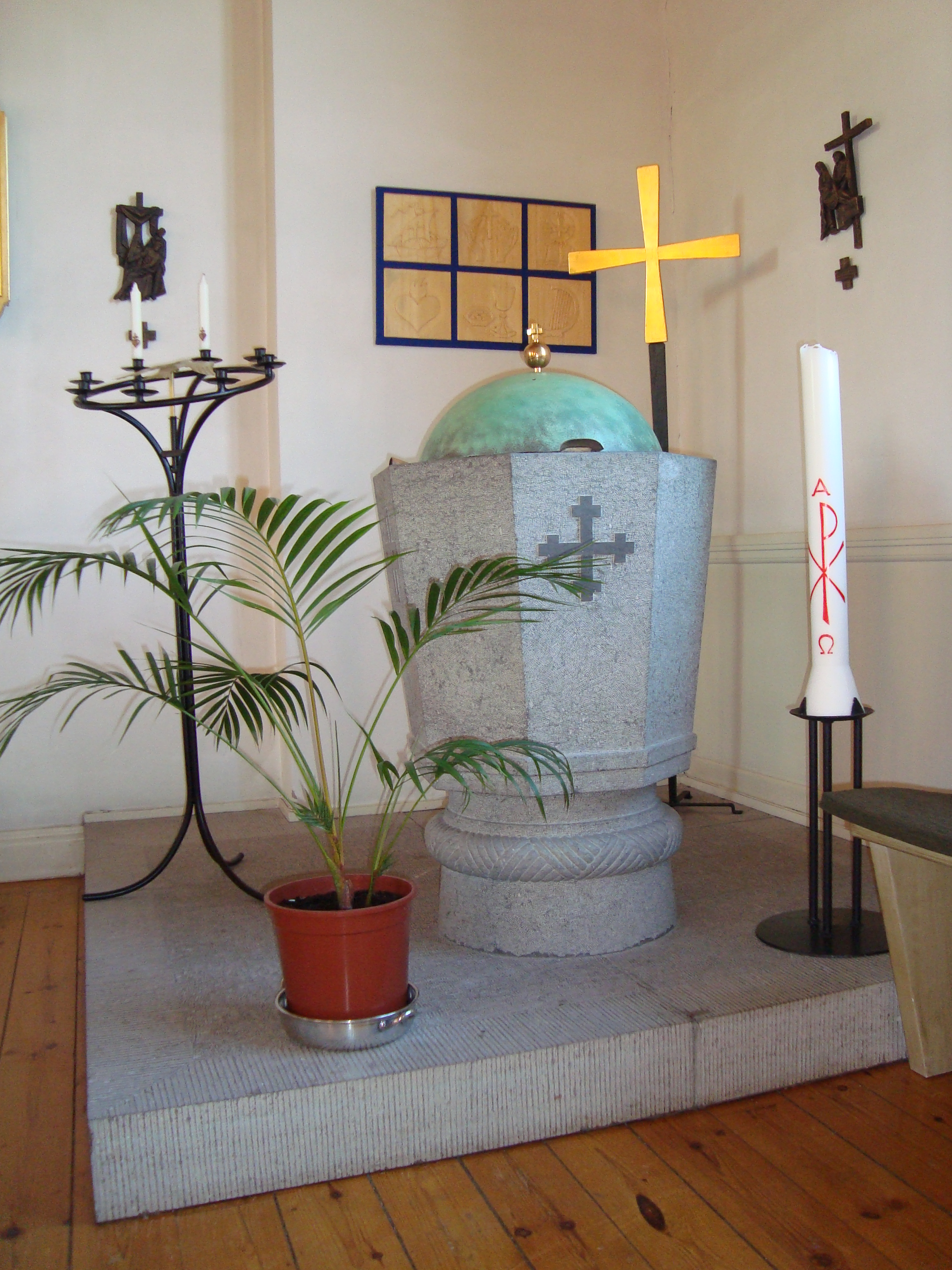
Dopfunten

### Webbkällor
- Kulturhistorisk karakteristik Krylbo kyrka
- anläggningspresentation
- ”Krylbo kyrka”. Svenska kyrkan. Arkiverad från originalet den 18 april 2013. https://archive.is/20130418114215/http://www.svenskakyrkan.se/default.aspx?id=669308. Läst 23 december 2011.
- Wikimedia Commons har media som rör Krylbo kyrka.